# 牧師五部曲
牧師五部曲（The Cleric Quintet）是一組五本一套的奇幻小說系列，作者乃美國奇幻小說作家R·A·薩爾瓦多 ，為根據桌上遊戲“龍與地下城”的“被遺忘的國度”模組的延伸創作。主角是名架空神祇德尼爾的青年牧師——凱德立。故事建立在他與萌智圖書館等善良勢力抵抗崇拜混亂女神塔羅娜的邪惡勢力三一城寨的野心的冒險與戰鬥上。出版社為Wizards of the Coast。

## 系列大綱介紹
本作主角凱德立是一名青年牧師及學者，侍奉文學之神德尼爾，並且隨著所屬教派在萌智圖書館供職，主要擔任抄寫員的工作。因為與其身世有關的秘密和命運，他成為抵抗野心組織三一城寨統治整個領域的主力及英雄。
| 編號 | 中譯書名 | 英文原名            | 架空年代     | 出書時間   |
| ---- | -------- | ------------------- | ------------ | ---------- |
| 1    | 黑暗頌歌 | Canticle            | 1361 DR      | 1991年10月 |
| 2    | 蔭林暗影 | In Sylvan Shadows   | 1361 DR      | 1992年4月  |
| 3    | 影夜假面 | Night Masks         | 1361 DR      | 1992年8月  |
| 4    | 淪城要塞 | The Fallen Fortress | 1361-1362 DR | 1993年6月  |
| 5    | 渾沌詛咒 | The Chaos Curse     | 1362 DR      | 1994年6月  |